# Ros Beiaard (Aat)

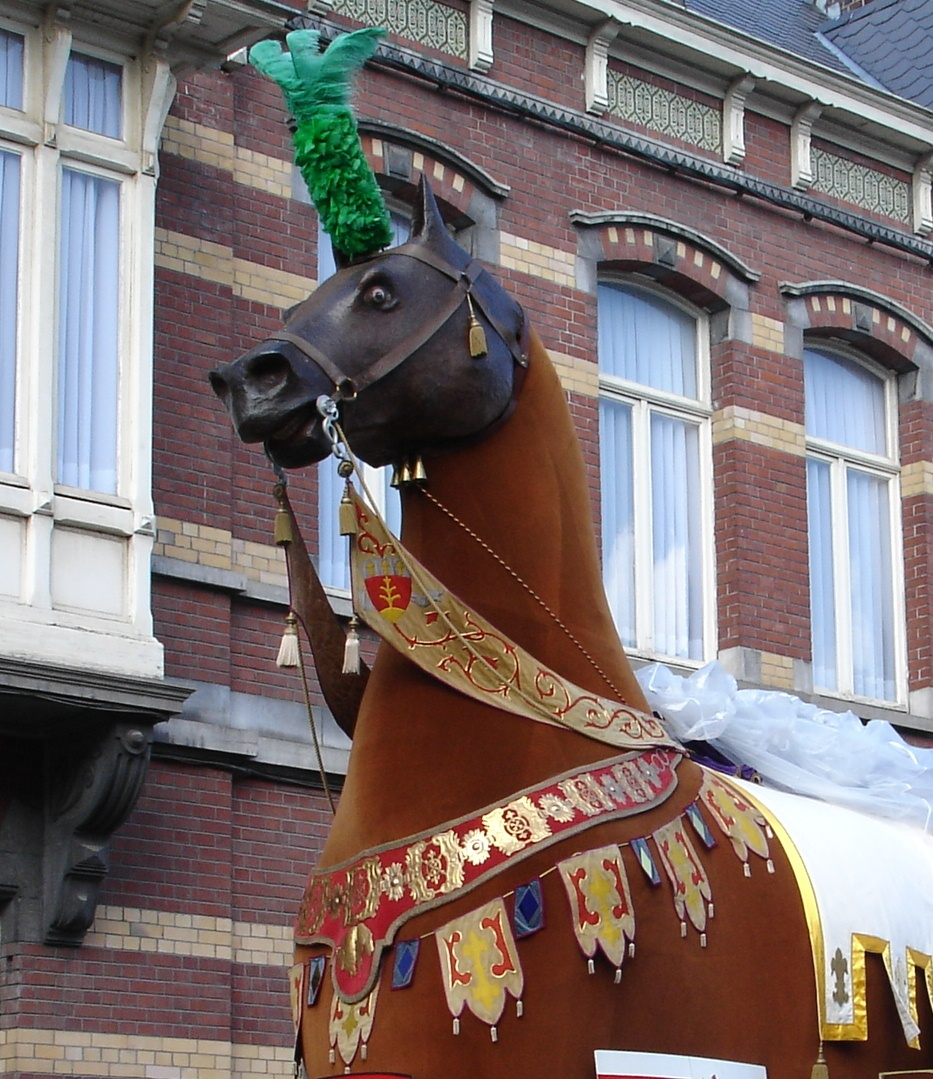
Hoofd van het Aatse Ros

Het Ros Beiaard van Aat gaat jaarlijks uit in de Ducasse van Aat, een omvattende folklorestoet, die niet louter rond het ros is opgebouwd, in tegenstelling tot de 10-jaarlijkse ommegang van het Ros Beiaard van Dendermonde. Het Ros Beiaard van Aat weegt zeshonderd kilo en wordt gedragen door ploegen van 16 dragers. Het verblijft in de gemeentelijke loods. Voor elke ommegang wordt het gepoetst en versteld.